# Теорије завере у вези са скандалом Трамп—Украјина
Од 2016, тадашњи председнички кандидат Доналд Трамп и његови савезници су промовисали неколико теорија завере у вези са скандалом Трамп-Украјина. Једна таква теорија настоји да окриви Украјину, уместо Русију, за мешање у председничке изборе у Сједињеним Државама 2016 . Међу теоријама завере су и оптужбе против Џоа Бајдена и његовог сина Хантера Бајдена и неколико елемената контра-нарације о пореклу истраге о Русији. Амерички обавештајци верују да се Русија ангажовала у вишегодишњој кампањи да подмеће Украјину за мешање у изборе 2016, да је Кремљ главни покретач промоције фиктивних алтернативних наратива, и да су они штетни за САД. Директор ФБИ Кристофер А. Реј изјавио је за ABC News да „немамо информације које указују на то да се Украјина мешала у председничке изборе 2016.“ и да „што се тиче самих избора [2020], мислимо да Русија представља најзначајнију претњу."
Дана 18. августа 2020, Сенатски комитет за обавештајне послове под контролом републиканаца објавио је свој коначни извештај о руском мешању у кампању 2016, откривши да је Пол Манафорт, док је био менаџер Трампове кампање, радио са блиским сарадником који је био руски обавештајац „на наративима који је настојао да поткопа доказе да се Русија мешала у америчке изборе 2016.“ и да такве сумње усмери на Украјину.

## Позадина
Према белешкама из интервјуа ФБИ-ја објављеним у октобру 2019, након што је чуо вести о хаковању сервера Демократског националног комитета у јуну 2016, председник Трампове кампање Пол Манафорт спекулисао је да је крива Украјина, а не Русија, наратив који је такође промовисан аутора Константина Килимника, за кога се сматрало да је део руске обавештајне мреже са којом је Манафорт радио заједно са Левом Парнасом и Игором Фруманом.
Извештај Сенатског одбора за обавјештајне послове који контролишу републиканци закључио је у августу 2020. да је Манафорт током кампање активно радио са Килимником, кога је извјештај назвао „руским обавјештајним службеником“, како би одвратио сумње о мешању из Русије у Украјину, карактеризирајући Манафортове активности као „озбиљну контраобавјештајну претња“.
New Yorker је открио да је извештавање о завери у десничарским медијима иницирао Питер Швајзер, бивши сарадник Breitbart News и председник Института за одговорност владе, „самозване групе за праћење корупције којом председава и финансира конзервативни мегадонатор Ребека Мерсер“ а основао ју је Стив Бенон.

### Усвајање од стране Трампа
Председник Трамп је сматрао да би закључак Обавештајне заједнице Сједињених Држава и Милеровог извештаја – да се руска влада умешала у изборе 2016. да би му помогла – могла да поткопа легитимитет његовог избора за председника.
Он и његови савезници – пре свега његов лични адвокат Руди Ђулијани – промовисао је алтернативни наратив да се украјинска влада умешала у корист Хилари Клинтон, у координацији са демократама, дигиталном форензичком компанијом CrowdStrike и ФБИ, наводећи да се руска влади подмеће.
Њујорк тајмс је у новембру 2019. известио да су амерички обавештајци утврдили да је Русија водила вишегодишњу кампању како би подметнула Украјину за мешање у изборе 2016. Супротно Трамповим наводима, консензус америчке обавештајне заједнице и Комитета Сената за обавештајне послове је да се Русија, а не Украјина, мешала у изборе 2016. године.
Трамп је такође лажно тврдио да је CrowdStrike, америчка компанија у јавном власништву, била у власништву неименованог богатог украјинског олигарха. Теорија завере је тврдила да је компанија — која је истраживала хаковање сервера Демократског националног комитета (ДНЦ) — подметнула доказе на сервер да би умешала Русију, и да ФБИ није успео да преузме сервер да би потврдио ту тврдњу. Иако ФБИ није преузео сервер, CrowdStrike је ФБИ-ју доставио тачну слику диска и евиденцију саобраћаја сервера како би спровео сопствену анализу, што је довело до тога да се Милеров извештај сложи са тврдњама обавештајне заједнице да је сервер хакован од стране руске обавештајне службе.
Две недеље пре ступања на дужност, Трампа су највиши амерички обавештајни званичници обавестили да су амерички, британски и холандски обавештајци приписали ДНЦ хаковање Русији, сопственим хаковањем руске обавештајне мреже и посматрањем украдених ДНЦ мејлова. Трампу је на том састанку такође речено да је амерички шијун којег је ЦИА гајила деценијама и који је достигао највише нивое у Кремља рекла ЦИА-и да је Путин лично наредио и оркестрирао руско мешање у изборе 2016.
Трамп је такође без доказа тврдио да Украјина поседује ДНЦ сервер као и избрисане мејлове Хилари Клинтон. Трамп и Ђулијани су лажно тврдили да је умешаност Украјине такође укључивала досије Стила, што је поновио и конгресмен Девин Нунес, непоколебљиви бранилац Трампа, током саслушања о импичменту у септембру 2019. Један бивши високи званичник Беле куће рекао је да је Трамп експлицитно рекао да је Украјина крива зато што му је тако „Путин рекао“. Теорија завере је касније еволуирала тако да укључује оптужбе о корупцији од стране Џоа Бајдена и његовог сина Хантера Бајдена у њиховим активностима у Украјини.
У новембру 2019, сенатор Трамповог савезника Ренд Пол проширио је теорију завере тврдећи без доказа да је анонимни узбуњивач који је покренуо скандал Трамп-Украјина „сведок могуће корупције Хантера Бајдена и Џоа Бајдена“, додајући, „[узбуњивач] је можда путовао са Џоом Бајденом у Украјину, колико знамо“. Bloomberg News је у јануару 2020. известио да америчке обавештајне службе и органи за спровођење закона испитују да ли је Русија била умешана у промовисање дезинформација како би се поткопало Бајдена у оквиру кампање за ометање избора 2020. У августу 2020, CNN је известио да су обавештајни званичници обавестили сенаторе, представнике политичких кампања Бајдена и Трампа са информацијама „које указују да Русија стоји иза текућег притиска кроз дезинформације које циљају Бајдена.
Ово је навело Трампа да изврши притисак на украјинског председника Володимира Зеленског да отвори истрагу о овим питањима, што је покренуло скандал Трамп-Украјина, што је заузврат довело до отварања истраге о опозиву Трампа. Током састанка за новинаре 16. октобра 2019. у Овалној канцеларији, Трамп је осам пута узастопно питао за ДНЦ сервер, за који „кажу да га држи компанија чије је примарно власништво, појединац, из Украјине“. Његови сарадници су више пута покушавали да га убеде да теорија завере нема никакве вредности, укључујући и његовог бившег саветника за унутрашњу безбедност Тома Босерта, који је касније приметио: „ДНЦ сервер и та теорија завере морају да нестану... Ако настави да се фокусира на тог белог кита, то ће га срушити.“
Током саслушања у новембру 2019. за истрагу о опозиву, Фиона Хил — до августа 2019. главни стручњак за Русију у Савету за националну безбедност — критиковала је републиканце због објављивања „фиктивног наратива“:
На основу питања и изјава које сам чула, неки од вас у овом комитету изгледа верујете да Русија и њене безбедносне службе нису спровеле кампању против ове земље — и да можда, некада, из неког разлога, Украјина јесте. Ово је фиктивни наратив који је осмишљен и пропагиран од стране самих руских безбедносних служби.— Фиона Хил
Док су Трамп и други републиканци користили саслушања да промовишу теорију завере о мешању Украјине, руски председник Владимир Путин је приметио: „Видимо шта се сада дешава тамо у САД. Хвала Богу да нас више нико не оптужује за мешање у изборе у САД. Сада оптужују Украјину.“ Током недеља које су претходиле Хиловом сведочењу, амерички обавештајни званичници су обавестили сенаторе и њихове штабове о вишегодишњој кампањи Русије да подмеће Украјину за мешање у изборе 2016.

### Пропагатори међу републиканским члановима Конгреса
Представници републиканаца и сенатори који су промовисали идеју да се Украјина мешала у изборе 2016. упркос закључцима да нема доказа о томе од стране Комитета Сената за обавештајне послове и америчких обавештајних агенција укључују следеће:

#### Представници
- Девин Нунес (Р-Калифорнија)[39][40][41]
- Џим Џордан (Р-Охајо)[42]
- Мет Гец (Р-Флорида)[42]
- Луи Гомерт (Р-Тексас)[42][43]

#### Сенатори
- Чак Грасли (Р-ИА)[44]
- Џон Кенеди (Р-ЛА)[45][46][47]
- Ричард Бур (Р-НЦ)[46]
- Линдзи Грем (Р-СЦ)[44]
- Тед Круз (Р-ТКС)[48]
- Рон Џонсон (Р-ВИ)[44]
- Џон Барасо (Р-ВИ)[46]

Као одговор на ове изјаве републиканских сенатора, као и на друге непоткрепљене тврдње, укључујући и истрагу о Милеру, лидер мањине у Сенату Чак Шумер (Д-НИ) рекао је 10. децембра 2019. да републикански клуб у Сенату постаје „посланички клуб завере“. Шумер је рекао да би Трамп, генерални тужилац Вилијам Бар и посланици републичке странке требало да престану да „гурају неосноване теорије завере и да уместо тога раде на двопартијски начин како би осигурали да ФБИ и обавештајна заједница имају пуну подршку и ресурсе неопходне да спрече Путина и било ког другог страног противника од мешање у изборе 2020. Дана 20. децембра 2019. године, бивши сенатор Џеф Флејк (Р-АЗ), ватрени критичар председника Трампа, објавио је чланак у Вашингтон Посту у којем опомиње републиканце у Дому и Сенату да „покушају да пребаце кривицу промовисањем бизарне и раскринкане завере теорије“, и замолио их да непристрасно спроводе правду у предстојећем суђењу за опозив Доналда Трампа.

### Изјаве званичника на нивоу кабинета

#### Изгледа да подржавају теорије завере

##### Државни секретар Мајк Помпео
Чинило се да је 26. новембра 2019. државни секретар Мајк Помпео дао легитимитет идеји да Украјина, уместо или поред Русије, стоји иза мешања у изборе у Сједињеним Државама 2016. Новинар га је питао: „Да ли верујете да би САД и Украјина требало да истраже теорију да је Украјина, а не Русија, хаковала мејлове ДНЦ-а 2016. године?“ Помпео је одговорио: „Сваки пут када постоје информације које указују на то да је било која земља петљала у америчке изборе, ми не само да имамо право већ и дужност да се побринемо да то појуримо“, додајући „да бисмо заштитили наше изборе, Америка не би требало да остави камен на камену." Изјава је дата упркос томе што је Помпео лично обавестио председника Трампа као директора ЦИА да Русија стоји иза мешања, као и његовог сведочења Сенату у мају 2017.

##### Државни тужилац Вилијам Бар
Дана 10. децембра 2019., дан након објављивања извештаја генералног инспектора Министарства правде о пореклу Милерове истраге, Бар је у интервјуу за NBC news тврдио да је истрага о Русији „потпуно неоснована“ и рекао да верује у истрагу ФБИ-а. вођена у „лошој намери“. За разлику од примедби директора ФБИ Кристофера Реја претходног дана, Бар је одбио да оповргне теорију завере о мешању Украјине у изборе 2016. Он је поново тврдио да је истрага ФБИ отворена „без икакве основе“ у априлу 2020.

#### Негирање теорија завере

##### Директор ФБИ Кристофер А. Реј
У интервјуу за NBC news Реј је одбацио теорију завере да се Украјина мешала у председничке изборе 2016, наводећи „Немамо информације које указују на то да се Украјина мешала у председничке изборе 2016.“ и „што се тиче самих избора [2020], мислимо да Русија представља најзначајнију претњу“. Реј је додао: „постоје све врсте људи који говоре разне ствари. Мислим да је важно за амерички народ да буде пажљив конзумент информација и да размишља о изворима информација и да размишља о подршци и предвиђању за оно што чују.“

## Одвраћање пажње употребом истраге о руском мешању
Председник Трамп је упутио генералног тужиоца Била Бара да „истражи истражитеље“ који су отворили истрагу ФБИ-ја о руском мешању, наводно из политичких мотива да нанесу штету Трампу; савезничке обавештајне службе су наводно биле део шеме. Та истрага ФБИ-а довела је до Муелерове истраге, што је резултирало пресудама неким сарадницима из Трампове кампање из 2016.
У септембру 2019. објављено је да је Бар контактирао стране владе да затражи помоћ у овој истрази. Он је лично путовао у Уједињено Краљевство и Италију да тражи информације, а на Баров захтев Трамп је телефонирао премијеру Аустралије да затражи његову сарадњу. Један британски званичник који познаје Барове захтеве приметио је: „То је као ништа на шта смо раније наишли, они у суштини траже, на сиров начин, помоћ у обављању блаћења сопствених обавештајних служби“.
Бар је тражио информације везане за теорију завере која је кружила међу Трамповим савезницима у конзервативним медијима тврдећи да је Џозеф Мифсуд био западњачки обавештајни оперативац који је наводно био упућен да зароби саветника Трампове кампање Џорџа Пападопулоса како би установио лажну основу за ФБИ да отпочне своју истрагу. Та истрага је покренута након што је аустралијска влада у јулу 2016. обавестила америчке власти да је њен дипломата Александар Даунер имао случајан сусрет са Пападопулосом у мају 2016. – два месеца пре него што је постало познато хаковање веб-сајта ДНЦ – и да му је Пападопулос рекао да је руска влада „прљавштине“ о Клинтоновој у виду мејлова.
Дана 2. октобра 2019. године, сенатор Линдзи Грејем, истакнути Трампов присталица и председник Сенатског правосудног комитета, написао је писмо лидерима УК, Аустралије и Италије, тврдећи као чињеницу да су и Мифсуд и Даунер упућени да контактирају Пападопулоса. Џои Хоки, аустралијски амбасадор у Сједињеним Државама, оштро је одбацио Грахамову карактеризацију Даунера. Бивши званичник италијанске владе рекао је Вашингтон посту у октобру 2019. да су током састанка претходног месеца италијанске обавештајне службе рекле Бару да немају „никакве везе, никакве активности, никакво мешање“ око тог питања; Италијански премијер Ђузепе Конте је то касније потврдио. Вашингтон пост је 22. новембра 2019. известио да је генерални инспектор Министарства правде агресивно истражио наводе да је Мифсуд упућен да зароби Пападопулоса, али је утврдио да је тврдња неоснована. Амерички органи за спровођење закона верују да је Мифсуд повезан са руским обавештајним службама.
Њујорк тајмс је у децембру 2019. известио да је Баров именовани истражитељ Џон Дарам испитивао улогу бившег директора ЦИА Џона Бренана у процени руског мешања 2016, захтевајући мејлове, евиденцију позива и друге документе. Бренан је био гласни Трампов критичар и мета председникових оптужби за неприкладне активности према њему. Тајмс је известио да је Дарам посебно испитивао Бренанове ставове о досијеу Стил те шта је о томе рекао ФБИ и другим обавештајним агенцијама. Бренан и бивши директор националне обавештајне службе Џејмс Клапер сведочили су Конгресу да се ЦИА и друге обавештајне агенције нису ослањале на досије у припреми процене обавештајне заједнице о руском мешању из јануара 2017. године, а Бренанови савезници су рекли да се не слаже са ставом ФБИ да досијеу треба дати значајну тежину, пошто га је ЦИА окарактерисала као „интернет гласине“.
Политико је у јулу 2019. известио да је, након што је постао директор ЦИА-е 2017, Трампов лојалиста Мајк Помпео интензивно оспоравао аналитичаре ЦИА-е на њихове налазе да је руско мешање осмишљено да помогне Трампу, али није нашао никакве доказе који би то оспорили. Тајмс је у фебруару 2020. известио да Дарам испитује да ли су званичници обавештајне заједнице, а посебно Бренан, сакрили или манипулисали доказима о руском мешању како би постигли жељени резултат. Званичници ФБИ и НСА рекли су Дараму да је његова бављење том линијом истраге последица његовог неразумевања како функционише обавештајна заједница.

## CrowdStrike
Бројне теорије завере лажно тврде да је компанија CrowdStrike заправо у власништву богатог украјинског олигарха. У ствари, компанија није у власништву богатог украјинског олигарха, већ је јавно тргована компанија са седиштем у Калифорнији, и теорија наводи да не постоји један ДНЦ сервер већ заправо 140 појединачних сервера, који су лоцирани у Сједињеним Државама, а не у Украјини, како је Трамп тврдио.
Теорија завере додатно лажно тврди да агентима ФБИ није било дозвољено да прегледају сервер јер би таква радња разоткрила ДНЦ заверу, док су у ствари (и како је документовано у Милеровом извештају), слике система и евиденције протока сервера су достављени ФБИ, што чини непотребним да компанија стварно поседују 140 физичких сервера.

## ПолитичкиQuid pro quo
Током брифинга за штампу у Белој кући 17. октобра 2019., вршилац дужности шефа кабинета Мик Малвени повезао је теорију завере ДНЦ сервера са Баровом истрагом, као и са Quid pro quo за ускраћивање војне помоћи Украјини, наводећи: „Да ли [Трамп] ми такође успут помене корупцију у вези са ДНЦ сервером? Апсолутно. Нема сумње у то. Али то је то, и зато смо задржали новац." Док је Министарство правосуђа раније наговестило да се Барова истрага испитује да ли је Украјина играла било какву улогу у отварању истраге ФБИ-а о руском мешању 2016, званичник одељења је одбио да коментарише да ли то укључује теорију ДНЦ сервера. Њујорк тајмс је известио да су званичници Министарства правде били збуњени и љути због Малванијевог повезивања ДНЦ сервера, могућег quid pro quo, са Украјином и Боровом истрагом. Неколико сати касније, Малвени је објавио изјаву у којој је негирао да је дао било какву сугестију за quid pro quo.